# Bahnhof Wuppertal-Wichlinghausen
Der Bahnhof Wuppertal-Wichlinghausen war ein Knotenpunkt der Deutschen Bundesbahn im Osten Wuppertals, heute Stadtbezirk Oberbarmen. Der Bahnhof hieß ursprünglich Oberbarmen und wurde in den 1990er Jahren stillgelegt. Das Bahnhofsgelände wurde in den 2010er Jahren umgenutzt und teilweise überbaut, entlang der Nordbahntrasse sind noch Eisenbahnrelikte vorhanden.

## Geschichte
Am 15. September 1879 wurde der Bahnhof unter dem Namen Ober-Barmen Rh eröffnet und gehörte zur damals eigenständigen Gemeinde Barmen. 1890 wurde die Strecke nach Rittershausen (heute Bahnhof Oberbarmen) angelegt, der Bahnhof wurde dadurch zum Keilbahnhof. Gegen Ende des 19. Jahrhunderts wurde der Bahnhof mit dem Stadtteilnamen Wichlinghausen versehen und hieß demnach Barmen-Wichlinghausen. Erst als 1929 die Gemeinden und Städte Vohwinkel, Elberfeld und Barmen, Ronsdorf und Cronenberg sowie deren zugehörige Ortsteile zur heutigen Stadt Wuppertal zusammengelegt wurden, erhielt der Bahnhof seinen endgültigen Namen.
Der Bahnhof wurde am 27. September 1991, fast 112 Jahre nach der Eröffnung, für den Personenverkehr geschlossen. Die Bedienung im Güterverkehr erfolgte danach bis zur Gesamtstilllegung des Bahnhofs im Jahre 1995 vom Güterbahnhof Wuppertal-Langerfeld aus.

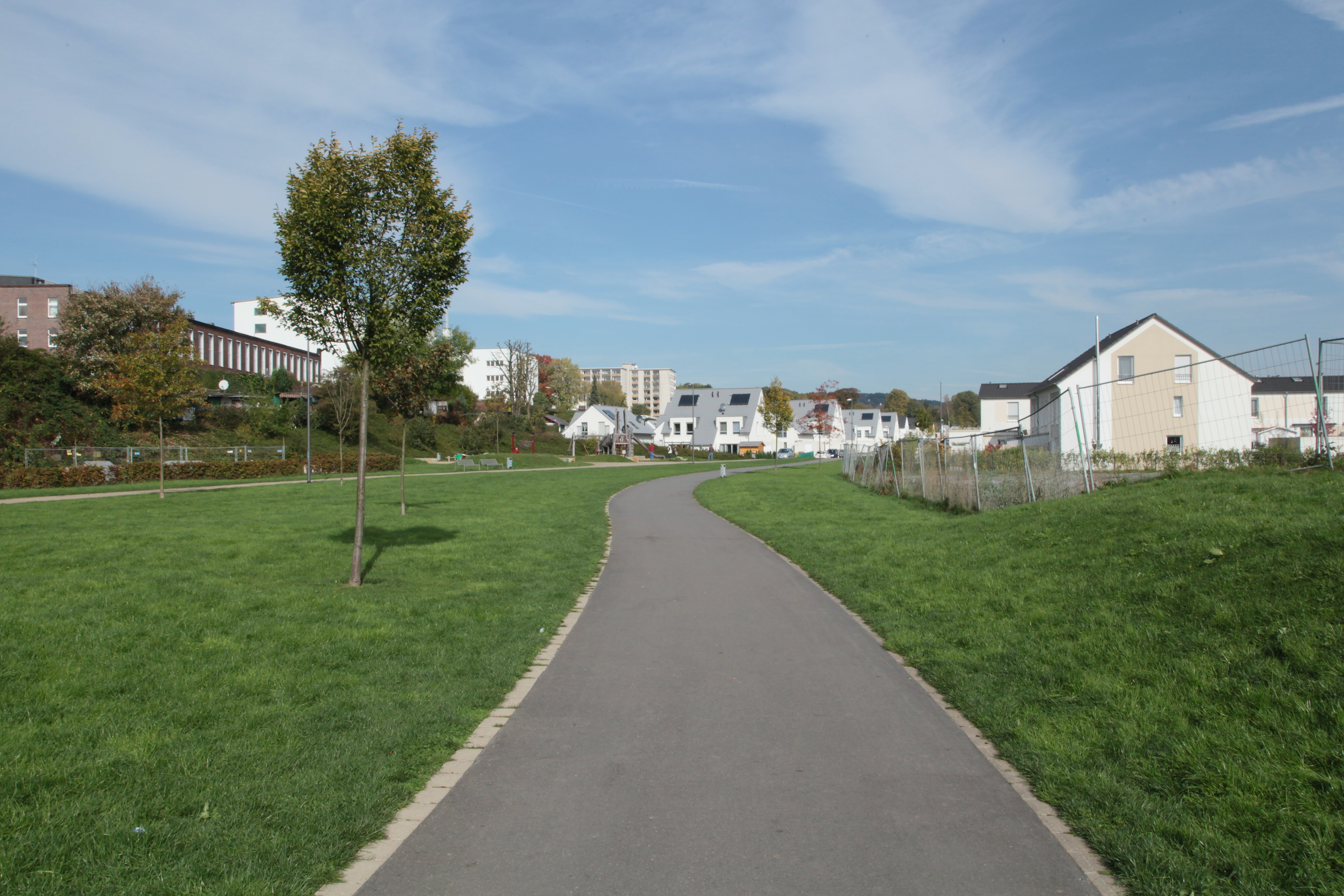
Umgenutztes Bahnhofsgelände 2013

Auf dem Bahnhofsgelände errichtete die Wuppertalbewegung 2007 als Anschauungsbeispiel ein Stück Radweg. In den folgenden Jahren baute sie dann die ganze Nordbahntrasse als Rad- und Fußweg um, später auch die sogenannte Schwarzbachtrasse. Auf dem etwa 10 ha großen Rangierbahnhof wurde bis 2017 ein neues Wohngebiet („Bergisches Plateau“) erschlossen, im Süden ein kleiner Park angelegt. In Zusammenarbeit der Stadt Wuppertal mit der lokalen Sportlerszene, dem benachbarten Schulzentrum Ost, dem Fachbereich Sportwissenschaft der Bergischen Universität sowie dem Parkour-Experten Sebastian Gies wurde für 370.000 Euro die größte Outdoor-Parkouranlage Deutschlands errichtet, das Parkour Plateau. Die Bahnsteige der Nordbahn mit Überdachung sind 2021 noch vorhanden und in die Anlage integriert.

## Anlagen
Im Norden des Bahnhofs lagen die Gütergleise, die Bahnmeisterei und eine kleine Lokstation mit Wasserturm. Um das Jahr 1900 arbeiteten etwa 140 Menschen am Bahnhof, davon 80 bei der Bahnmeisterei. Ab 1908 gab es am Bahnhof auch eine Ladestation für Akkutriebwagen der Bauart Wittfeld. Die Bahnanlagen nahmen den ganzen Raum zwischen Breslauer Straße und der Schwarzbach ein. Im Süden des Bahnhofs gabelte sich die Strecke nach Düsseldorf und nach Oberbarmen. Zwischen diesen Strecken lag der Personenbahnhof, er hatte drei Bahnsteiggleise an der Nordbahn mit Hausbahnsteig und Inselbahnsteig und zwei an der Strecke nach Oberbarmen mit Hausbahnsteig und Zwischenbahnsteig. Das ursprüngliche Bahnhofsgebäude wurde 1943 zerstört und in den 1950er Jahren durch einen Neubau ersetzt. Das später umgenutzte Gebäude wurde 2020 abgerissen.

## Verkehr

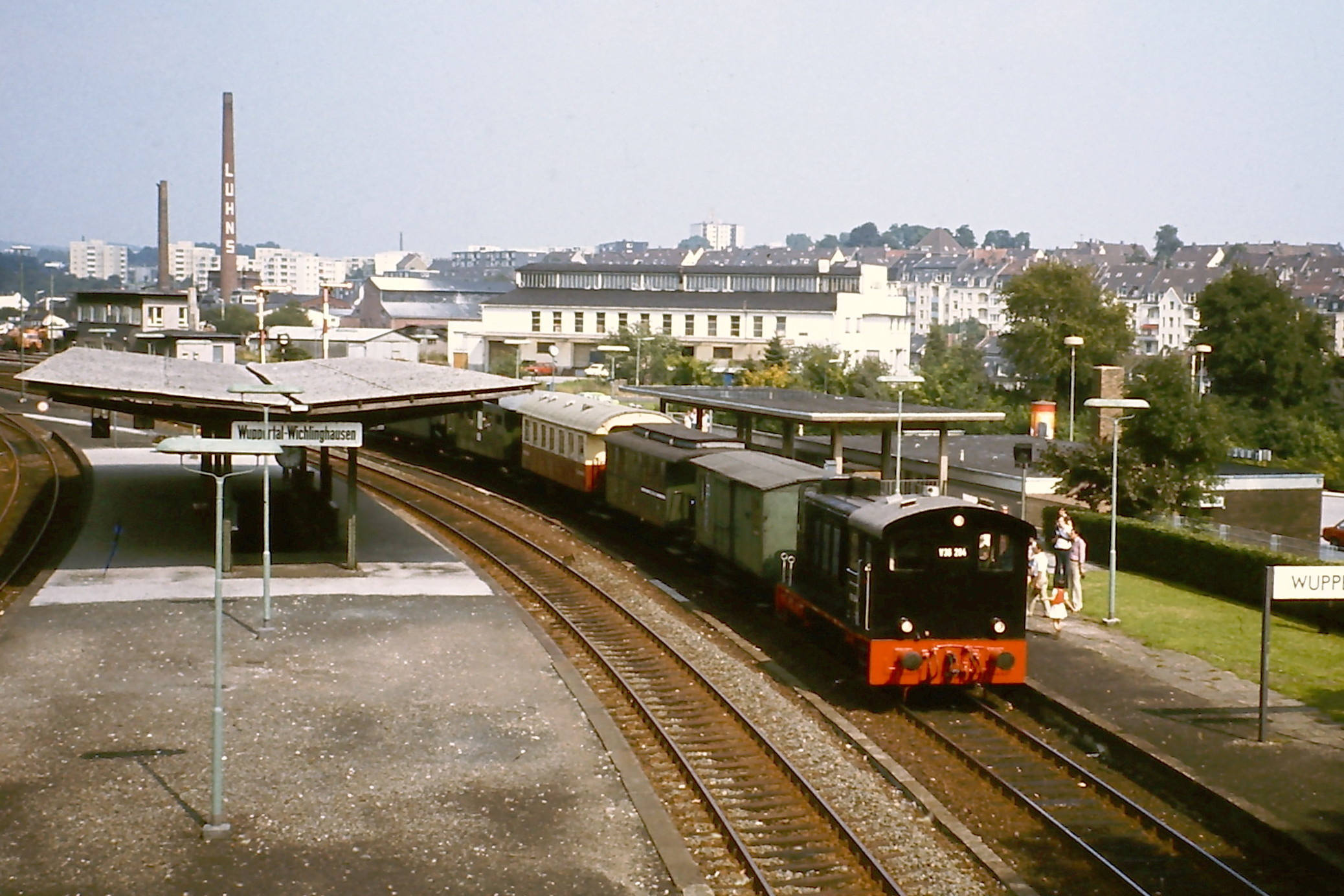
V 36 204 mit Museumszug aus Bochum-Dahlhausen, um 1980

Bis in die 1970er Jahre verkehrten bis zu drei Zuglinien, von denen zuletzt nur noch die Nordstrecke bedient wurde, die im Herbst 1991 östlich von Mettmann stillgelegt wurde. Die Zugstrecken führten nach Wuppertal, Düsseldorf, in den Ennepe-Ruhr-Kreis und teilweise ins Ruhrgebiet.
Folgende Zugstrecken berührten den Bahnhof Wichlinghausen:
| Kursbuch- nummer | ehemalige Zugliniennummer | Strecke                                                        | Strecken- Nummer | Einstellungsdatum  |
| ---------------- | ------------------------- | -------------------------------------------------------------- | ---------------- | ------------------ |
| 336              | –                         | W-Oberbarmen – Sprockhövel – Hattingen (Ruhr)                  | 2710, 2713       | 30. November 1979  |
| 401              | 66                        | Düsseldorf Hbf – Mettmann – / (W-Vohwinkel –) W-Wichlinghausen | 2423             | 27. September 1991 |